# Joaquín Oviedo
Joaquín Emanuel Oviedo (Córdoba, 17 de julio de 2001) es un rugbista argentino que se desempeña como ala y juega en el USA Perpignan del francés Top 14. Es internacional con los Pumas desde 2021.

## Carrera
Comenzó a jugar al rugby en Leonel de su ciudad natal, a los once años y por su hermano mayor. Fue campeón argentino en la categoría M-19 y en 2019 debutó en la primera con 18 años, disputando el Torneo de Córdoba y el Nacional de Clubes.
En 2021 se convirtió en profesional, cuando fue seleccionado para la franquicia argentina Jaguares para jugar la Súperliga Americana. Jugó su primer partido el 21 de marzo ante los Cafeteros Pro de Colombia y les marcó un try. Suplente en la final del certamen, que su equipo ganó Peñarol, jugó un total de nueve partidos durante la temporada y anotó cinco tries.
En julio de 2021 World Rugby lo consideró uno de los jugadores M-20 más prometedores del mundo. Inmediatamente firmó un contrato de tres temporadas con el club francés USA Perpignan, que acaba de asegurar su regreso al Top 14. Jugó su primer partido en octubre de 2021 y contra el Union Bordeaux Bègles.

## Selección nacional
Representó a los Pumitas durante tres años y ganó la Sudamérica Rugby Cup Juvenil. En 2021 participó del International Series 2021 y resultó subcampeón.
Mario Ledesma lo seleccionó a los Pumas por vez primera, para disputar el Torneo de las Tres Naciones 2020 y no jugó ninguna prueba. Recién debutó en The Rugby Championship 2021, enfrentando a los Wallabies.

### Participaciones en Copas del Mundo
El australiano Michael Cheika lo convocó a Francia 2023 como suplente, detrás de los titulares Juan González y Marcos Kremer. Jugó ante los Cóndores.
| Mundial                       | Sede    | Resultado    | PJ | Tries |
| ----------------------------- | ------- | ------------ | -- | ----- |
| Copa Mundial de Rugby de 2023 | Francia | Disputándose | 1  | 0     |